# Саша Юнісогли
Саша Юнісогли (азерб. Saşa Yunisoğlu; 18 грудня 1985, Миколаїв, УРСР) — азербайджанський футболіст, захисник.

## Клубна кар'єра
Розпочав свою кар'єра в 2002 році в клубі «Інтер» (Баку), в якому виступав до зими сезону 2002/03 років. Потім перейшов до іншого клубу азербайджанського чемпіонату, «Нефтчі» (Баку). Незважаючи на те, що в національному чемпіонаті Юнісогли зіграв лише 2 матчі, він разом з командою став володарем кубку Азербайджану. Після цього успіху Саша залишив «Нефтчі» й перейшов до іншої команди чемпіонату та принципового суперника, бакинського «Бакили». Тут протягом сезону був ключовим гравцем команди. Зігравши 15 матчів, по завершенні сезону перейшов до клубу МКТ-Араз.
Влітку 2007 року перейшов в польську «Дискоболію» після матчів Кубка Інтертото між цим клубом і попереднім клубом Юнісогли — «МКТ-Араз». Став другим азербайджанським футболістом, що виступав в Чемпіонаті Польщі. 7 жовтня 2007 зіграв дебютний матч у польській Екстракласи, проти «Заглембє» (Любін). В сезоні 2007/08 став бронзовим призером чемпіонату Польщі і володарем Кубку Ліги. У сезоні 2008/09 років виступав у варшавській «Полонії». У 2009 році захищав кольори ФК «Баку». Влітку 2010 року перейшов до «Габали». Потім виступав у «Нефтчі» (Баку).
У червні 2013 року підписав контракт з «Сумгаїтом». Тим не менше вже через два тижні Саша розірвав контракт з «Сумгаїтом» та перейшов до клубу першої турецької ліги «Денізліспор». Оскільки він мав азербайджанський паспорт, то не став стабільним гравцем основного складу. Але вже в квітні 2014 року через невиплату заробітної плати розірвав контракт з турецьким клубом. 
У вересні 2014 року повернувся до клубу першої ліги чемпіонату Азербайджану «Араз-Нахічевань». 17 листопада 2014 року, після того як «Араз-Нахічевань» знявся з національного чемпіонату, отримав статус вільного агента.
21 жовтня 2015 року, після річного перебування в статусі вільного агента, Юнісогли підписав контракт з клубом «Ряван»

## Кар'єра в збірній
Під час своїх виступів у клубі МКТ-Араз отримав дебютний виклик до табору азербайджанської збірної й протягом певного часу був її основним гравцем.

## Досягнення
Нефтчі (Баку)
- Прем'єр-ліга
  -  Чемпіон (1): 2007

ФК «Баку»
- Кубок Азербайджану
  -  Володар (1): 2010